# 假大羽铁角蕨
假大羽铁角蕨（学名：Asplenium pseudolaserpitiifolium）也称大羽铁角蕨、大黑柄铁角蕨、新大羽铁角蕨、大羽铁角蕨，为铁角蕨科铁角蕨属下的一个植物种。